# Бирюков, Александр Иванович
Александр Иванович Бирюков (1920—1973) — старшина Советской Армии, участник Великой Отечественной войны, Герой Советского Союза (1944).

## Биография
Александр Бирюков родился в 1920 году в городе Камне Алтайской губернии (ныне — Камень-на-Оби, Алтайский край) в рабочей семье. После окончания семи классов школы работал в Сибирской геологоразведочной партии. В 1940 году был призван на службу в Рабоче-крестьянскую Красную Армию. С июня 1941 года — на фронтах Великой Отечественной войны. К апрелю 1944 года гвардии сержант Александр Бирюков командовал отделением 105-го гвардейского стрелкового полка 34-й гвардейской стрелковой дивизии 46-й армии 3-го Украинского фронта. Отличился во время освобождения Молдавской ССР.
17 апреля 1944 года Бирюков одним из первых в своём подразделении форсировал Днестр у села Раскаецы Суворовского района Молдавской ССР и прорвался к господствующей высоте, занятой противником. Отбив её, он закрепился на ней, успешно отражая вражеские контратаки.
Указом Президиума Верховного Совета СССР от 13 сентября 1944 года гвардии сержант Александр Бирюков был удостоен высокого звания Героя Советского Союза с вручением ордена Ленина и медали «Золотая Звезда».
В 1944 году вступил в ВКП(б). После окончания войны некоторое время продолжал службу в Советской Армии, демобилизовавшись в 1947 году в звании старшины. Проживал и работал в городе Люберцы Московской области. Умер 14 декабря 1973 года.
Был также награждён рядом медалей.

## Память
- Имя Бирюкова А. И. высечено на обелиске, установленном у села Раскэець в честь подвига 11 гвардейцев (Мемориал «Высота Ломакина»)[1]